# Fort Ransom (Dakota Północna)
Fort Ransom – miasto w Stanach Zjednoczonych, w stanie Dakota Północna, w hrabstwie Ransom.